# Pietro Pomponazzi
Pietro Pomponazzi (Mantua, 1462 - 1525) was een Italiaans filosoof en medicus. Hij studeerde te Padua, waar hij aanvankelijk onder invloed stond van het averroïsme.
In 1516 schreef hij De immortalitate animae (Over de onsterfelijkheid van de ziel) in reactie op het felle debat over de positie van de ziel. Hij verwierp in dit werk de opvatting dat het mogelijk is de onsterfelijkheid van de ziel met zekerheid te bewijzen. In De naturalium effectuum admirandorum causis, sive de incantationibus liber, (Boek over de oorzaken van wonderlijke natuurverschijnselen of over de betoveringen) legde Pomponazzi uit dat inbeelding, geestelijke stoornissen of bedrog aan de basis kunnen liggen van ziektes. Het boek dateerde uit 1520 en werd in 1556 gedrukt. Jan Wier zou het werk lezen en de idee overnemen in zijn bestseller Over duivelse begoochelingen.

## Voetnoten
1. ↑  HOORENS V. Een ketterse arts voor de heksen: Jan Wier (1515-1588), Bert Bakker, Amsterdam, 2011, p. 115.

- Bibsys: 90669589
- Biblioteca Nacional de España: XX1402840
- Bibliothèque nationale de France: cb121975325 (data)
- CiNii: DA03404345
- Gemeinsame Normdatei: 118595628
- International Standard Name Identifier: 0000 0001 0881 7208
- Library of Congress Control Number: n50055009
- Nationale Bibliotheek van Letland: 000065274
- Mathematics Genealogy Project: 152903
- Nationale Bibliotheek van Tsjechië: js20020610009
- Nationale Bibliotheek van Israël: 987007270291905171
- Nationale Bibliotheek van Polen: a0000001181479
- Nederlandse Thesaurus van Auteursnamen: 07095836X
- Réseau des bibliothèques de Suisse occidentale: 02-A000131964
- Istituto Centrale per il Catalogo Unico: TO0V091536
- LIBRIS: 387978
- SNAC: w6jq2w5s
- Système universitaire de documentation: 030590698
- Virtual International Authority File: 27113040
- WorldCat: E39PBJvMBGM3VpKRKw4gJyYMfq

Zie ook: Oosterse filosofie · Antieke filosofie · Moderne filosofie · Postmoderne filosofie · Portaal filosofie